# مارك بار
مارك بار (بالإنجليزية: James Mark McGinnis Barr)‏ هو مخترِع ورياضياتي أمريكي، ولد في 18 مايو 1871، وتوفي في 15 ديسمبر 1950.